# Torvaianica
Torvaianica, auch Torvajanica oder Tor Vaianica, ist eine Fraktion der italienischen Gemeinde (comune) Pomezia in der Metropolitanstadt Rom, Region Latium.

## Geographie
Torvaianica ist der südwestlich an der Küste gelegene Teil von Pomezia. Der Ort erstreckt sich über rund acht Kilometer am Ufer des Tyrrhenischen Meeres etwa sechs Kilometer südwestlich von Pomezia zwischen Lido di Ostia im Norden und Ardea im Süden.

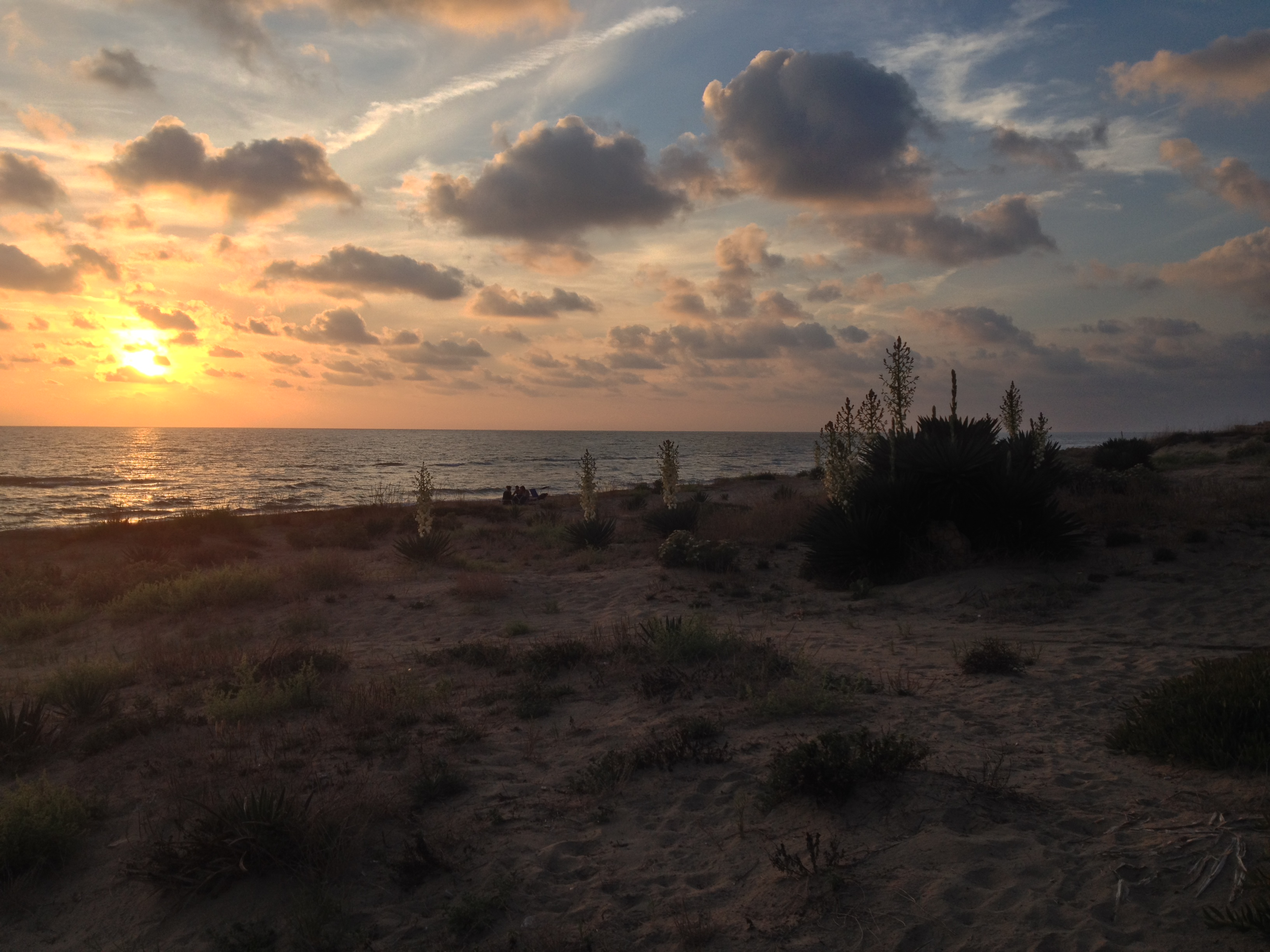
Strandgewächse in Torvaianica

## Geschichte

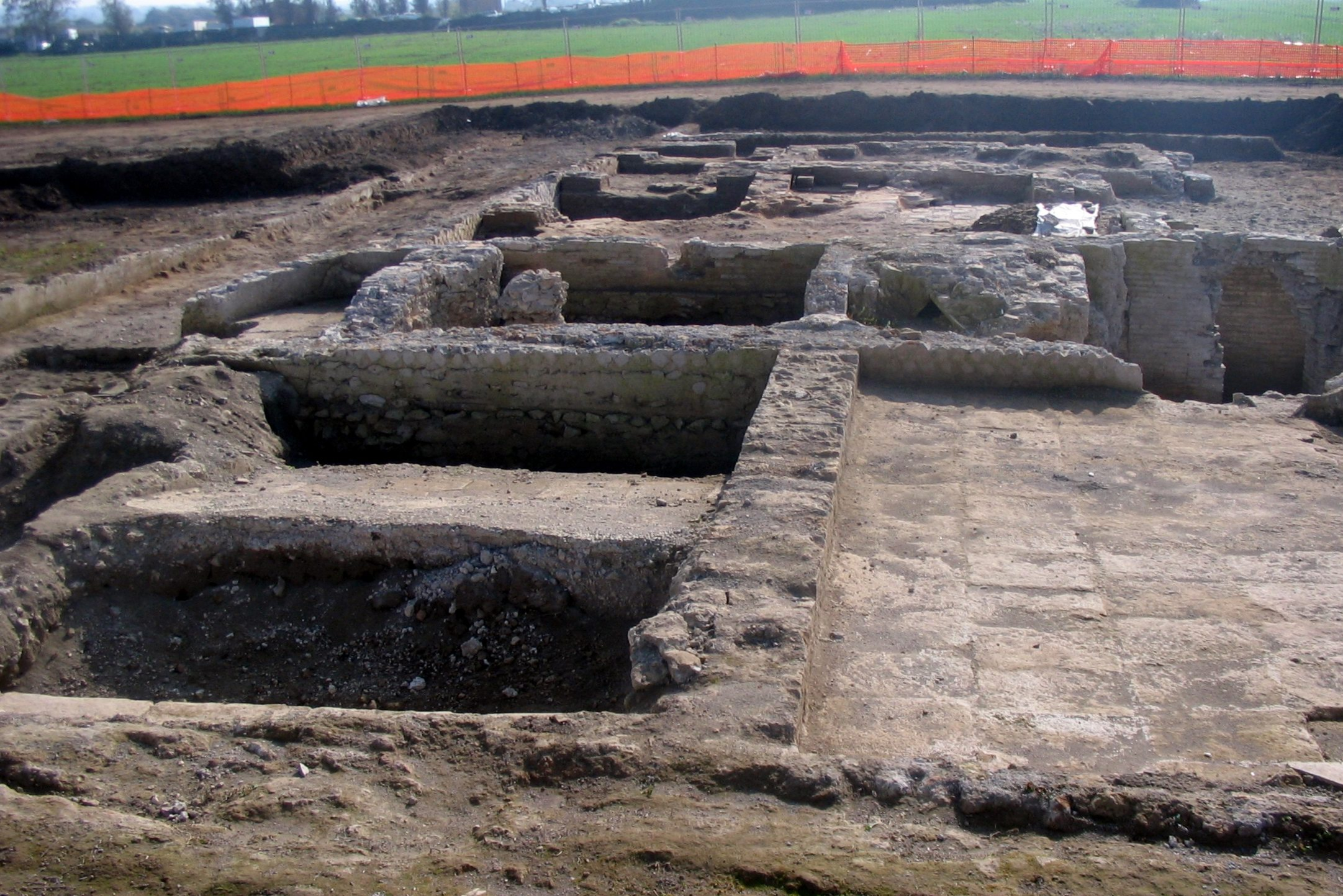
Römische Ausgrabung

Nach dem Epos Aeneis von Vergil soll der trojanische Held Aeneas hier gelandet sein und die Stadt Lavinium gegründet haben. Lavinium wurde archäologisch an der Stelle von Pratica di Mare nachgewiesen.
Der Name Torvaianica leitet sich von einem Küstenwachturm ab, dem Torre del Vajanico, der 1580 im Auftrag von Papst Gregor XIII. durch den Architekten Giacomo della Porta erbaut wurde, um sich gegen Angriffe von Piraten zu verteidigen. Der Turm wurde im Zweiten Weltkrieg beschädigt und in den 1960er Jahren abgerissen.
Die heutige Siedlung wurde in den 1920er Jahren gegründet. Die Bevölkerung bestand zu dieser Zeit hauptsächlich aus Fischern, die aus Minturno stammten.
Ab den 1950er Jahren wurde Torvaianica ein beliebter Badeort für die Römer.
Am Strand von Torvaianica wurde am 11. April 1953 morgens die Leiche des Models Wilma Montesi gefunden.
Heute lebt die Stadt vornehmlich durch den Tourismus. Torvaianica bietet seinen Besuchern den Zoomarine-Vergnügungspark an.